# بييروس سوتيريو
بييروس سوتيريو (باليونانية: Πιέρος Σωτηρίου)‏ (13 يناير 1993 بنيقوسيا في قبرص - ) هو لاعب كرة قدم قبرصي في مركز الهجوم. شارك مع منتخب قبرص تحت 19 سنة لكرة القدم ومنتخب قبرص تحت 21 سنة لكرة القدم ومنتخب قبرص لكرة القدم. أما مع النوادي، فقد لعب مع أولمبياكوس نيقوسيا ونادي أبويل.

## وصلات خارجية
- بييروس سوتيريو على موقع الاتحاد الدولي (مؤرشف)  (الإنجليزية)
- بييروس سوتيريو على موقع الاتحاد الأوربي (الإنجليزية)
- بييروس سوتيريو على موقع رابطة كرة القدم اليابانية للمحترفين (اليابانية)
- بييروس سوتيريو على موقع قاعدة بيانات كرة القدم.إي يو (الإنجليزية)
- بييروس سوتيريو على موقع بيانات كرة القدم. دي إي (الألمانية)
- بييروس سوتيريو على موقع ناشيونال فوتبول تيمز (الإنجليزية)
- بييروس سوتيريو على موقع Soccerway.com (الإنجليزية)
- بييروس سوتيريو على موقع عالم كرة القدم.نت (الإنجليزية)
- بييروس سوتيريو على موقع AS.com (الإسبانية)